# المياولينغي
المياولينغي (باللاتينية: Miaolingian) وهي ثالث فترة أو نسق من نظام الكامبري الجيولوجي، امتد من ≈ 506.5 إلى≈ 506.5 مليون سنة مضت، لمدة 0 مليون سنة تقريبا.

## الاسم
تم تغيير اسم النسيقة الثالثة من الكامبري من المصطلح القديم (الكامبري الأوسط) إلى الجديد في عام 2018 من قبل اللجنة الدولية للطبقات. يعود اسم هذه الفترة أو النسق إلى سلسلة جبال مياولينغ في مقاطعة غويتزو الصينية.

## التعريف
الحدود الدنيا للمياولينغي لها نفس تعريف فترة الوليوي من نفس العصر (الكامبري). وتم تعريف هذه الحدود رسميا من قبل اللجنة الدولية للطبقات (ICS) في 2018.قطاع «وليو-زانغجيان» بالقرب من قرية بالانغ في مقاطعة غويتزو (الصين) على ارتفاع 52.8 مترا فوق الحدود السفلية من تكوين كايلي في مقلع وليو. وتم تقديم عدد من المقترحات لأحافير ومقاطع نموذجية، ومن العلامات الأحفورية الواعدة هي أول ظهور لنوعين من ثلاثيات الفصوص هما أوفاتوريكتوكارا الحبيبية [الإنجليزية] أو أوريكتوسيفالوس إنديكوس [الإنجليزية] منذ 506.5 مليون سنة. ولحدود المياولينغي والفورونجي نفس التعريف لمرحلة البايبي، وتعرف بأول ظهور لثلاثية الفصوص غليبتاغنوستس ريتيكولاتس [الإنجليزية] منذ 497 مليون سنة مضت.

## الأقسام الفرعية
| العصر      | الفترة      | المرحلة     | أهم الأحداث | البداية (م.س.مضت) |
| ---------- | ----------- | ----------- | --- | ----------------- |
| الأوردفيشي | المبكر      | التريمادوشي | أحدث | أحدث              |
| الكمبري    | الفورونجي   | المرحلة 10  | - أحداث جيولوجية: تناقص تدريجي في تكون جبال بيترمان في القارة الاسترالية (550 - 535 مليون سنة مظت). تكون جبال روس في القارة القطبية الجنوبية. نشوء جبال ديلاميرا (حوالي 514-490 مليون سنة مظت) في القارة الأسترالية. انفصلت بعض التضاريس الصغيرة عن غندوانا. كانت مستويات ثاني أكسيد الكربون في الغلاف الجوي تعادل تقريبا 15 ضعف ما هي عليه في وقتنا الحاضر (الهولوسيني) (6,000 جزء لكل مليون مقارنة باليوم 400 جزء لكل مليون). - أحداث حيوية : تنوع كبير في الحياة (تظهر الحفريات بشكل رئيسي ثنائيات التناظر) في الانفجار الكمبري مع زيادة مستويات الأكسجين. تعددت الأحافير؛ وظهور معظم الشعب الحيوان الحديثة (بما في ذلك المفصليات والرخويات والحلقيات وشوكيات الجلد ونصف الحبليات والحبليات). كثرة القدحيات القديمة الإسفنجية التي تبني الشعاب المرجانية؛ ثم تلاشت، حلت محلها الستروماتوليتات، ولكنها سرعان ما وقعت فريسة للثورة النباتية، عندما بدأت بعض الحيوانات في الحفر عبر الحصائر الميكروبية (مما أثر على بعض الحيوانات الأخرى أيضًا). ظهور وانتشار ارتيوبودا (بما في ذلك ثلاثيات الفصوص)، والديدان القضيبية، وعضديات الأرجل اللا مفصليّة، والهيوليثانات، والحيوانات الحزازية، والجرابتوليتات، وشوكيات الجلد الخماسية (مثل البلاستوزوا، والزنابقيات، وشوكيات الجلد الهائمات)، والعديد من الحيوانات الأخرى. هيمنة شعاعيات الأسنان المفترسة والعملاقة، بينا انقرض العديد من حيوانات العصر الإدياكاري. تنوع سريع للقشريات والرخويات. إستمرت بدائيات النوى، والطلائعيات (مثل المنخربات)، والفطريات والطحالب إلى يومنا هذا. ظهور الفقاريات من الحبليات السابقة. بدأت مفصليات الأرجل والنباتات الجنينية في استعمار الأرض. حدثت ثلاثة انقراضات منذ 517 و502 و488 مليون سنة، أدى الأول والأخير منها إلى القضاء على العديد من شعاعيات الأسنان، والمفصليات، والهيوليثيات، وعضديات الأرجل، والرخويات، ومخروطيات الأسنان (الفقاريات عديمة الفك المبكرة). | ≈491              |
| الكمبري    | الفورونجي   | الجيانغشاني | - أحداث جيولوجية: تناقص تدريجي في تكون جبال بيترمان في القارة الاسترالية (550 - 535 مليون سنة مظت). تكون جبال روس في القارة القطبية الجنوبية. نشوء جبال ديلاميرا (حوالي 514-490 مليون سنة مظت) في القارة الأسترالية. انفصلت بعض التضاريس الصغيرة عن غندوانا. كانت مستويات ثاني أكسيد الكربون في الغلاف الجوي تعادل تقريبا 15 ضعف ما هي عليه في وقتنا الحاضر (الهولوسيني) (6,000 جزء لكل مليون مقارنة باليوم 400 جزء لكل مليون). - أحداث حيوية : تنوع كبير في الحياة (تظهر الحفريات بشكل رئيسي ثنائيات التناظر) في الانفجار الكمبري مع زيادة مستويات الأكسجين. تعددت الأحافير؛ وظهور معظم الشعب الحيوان الحديثة (بما في ذلك المفصليات والرخويات والحلقيات وشوكيات الجلد ونصف الحبليات والحبليات). كثرة القدحيات القديمة الإسفنجية التي تبني الشعاب المرجانية؛ ثم تلاشت، حلت محلها الستروماتوليتات، ولكنها سرعان ما وقعت فريسة للثورة النباتية، عندما بدأت بعض الحيوانات في الحفر عبر الحصائر الميكروبية (مما أثر على بعض الحيوانات الأخرى أيضًا). ظهور وانتشار ارتيوبودا (بما في ذلك ثلاثيات الفصوص)، والديدان القضيبية، وعضديات الأرجل اللا مفصليّة، والهيوليثانات، والحيوانات الحزازية، والجرابتوليتات، وشوكيات الجلد الخماسية (مثل البلاستوزوا، والزنابقيات، وشوكيات الجلد الهائمات)، والعديد من الحيوانات الأخرى. هيمنة شعاعيات الأسنان المفترسة والعملاقة، بينا انقرض العديد من حيوانات العصر الإدياكاري. تنوع سريع للقشريات والرخويات. إستمرت بدائيات النوى، والطلائعيات (مثل المنخربات)، والفطريات والطحالب إلى يومنا هذا. ظهور الفقاريات من الحبليات السابقة. بدأت مفصليات الأرجل والنباتات الجنينية في استعمار الأرض. حدثت ثلاثة انقراضات منذ 517 و502 و488 مليون سنة، أدى الأول والأخير منها إلى القضاء على العديد من شعاعيات الأسنان، والمفصليات، والهيوليثيات، وعضديات الأرجل، والرخويات، ومخروطيات الأسنان (الفقاريات عديمة الفك المبكرة). | ≈494.2            |
| الكمبري    | الفورونجي   | البايبي     | - أحداث جيولوجية: تناقص تدريجي في تكون جبال بيترمان في القارة الاسترالية (550 - 535 مليون سنة مظت). تكون جبال روس في القارة القطبية الجنوبية. نشوء جبال ديلاميرا (حوالي 514-490 مليون سنة مظت) في القارة الأسترالية. انفصلت بعض التضاريس الصغيرة عن غندوانا. كانت مستويات ثاني أكسيد الكربون في الغلاف الجوي تعادل تقريبا 15 ضعف ما هي عليه في وقتنا الحاضر (الهولوسيني) (6,000 جزء لكل مليون مقارنة باليوم 400 جزء لكل مليون). - أحداث حيوية : تنوع كبير في الحياة (تظهر الحفريات بشكل رئيسي ثنائيات التناظر) في الانفجار الكمبري مع زيادة مستويات الأكسجين. تعددت الأحافير؛ وظهور معظم الشعب الحيوان الحديثة (بما في ذلك المفصليات والرخويات والحلقيات وشوكيات الجلد ونصف الحبليات والحبليات). كثرة القدحيات القديمة الإسفنجية التي تبني الشعاب المرجانية؛ ثم تلاشت، حلت محلها الستروماتوليتات، ولكنها سرعان ما وقعت فريسة للثورة النباتية، عندما بدأت بعض الحيوانات في الحفر عبر الحصائر الميكروبية (مما أثر على بعض الحيوانات الأخرى أيضًا). ظهور وانتشار ارتيوبودا (بما في ذلك ثلاثيات الفصوص)، والديدان القضيبية، وعضديات الأرجل اللا مفصليّة، والهيوليثانات، والحيوانات الحزازية، والجرابتوليتات، وشوكيات الجلد الخماسية (مثل البلاستوزوا، والزنابقيات، وشوكيات الجلد الهائمات)، والعديد من الحيوانات الأخرى. هيمنة شعاعيات الأسنان المفترسة والعملاقة، بينا انقرض العديد من حيوانات العصر الإدياكاري. تنوع سريع للقشريات والرخويات. إستمرت بدائيات النوى، والطلائعيات (مثل المنخربات)، والفطريات والطحالب إلى يومنا هذا. ظهور الفقاريات من الحبليات السابقة. بدأت مفصليات الأرجل والنباتات الجنينية في استعمار الأرض. حدثت ثلاثة انقراضات منذ 517 و502 و488 مليون سنة، أدى الأول والأخير منها إلى القضاء على العديد من شعاعيات الأسنان، والمفصليات، والهيوليثيات، وعضديات الأرجل، والرخويات، ومخروطيات الأسنان (الفقاريات عديمة الفك المبكرة). | ≈497              |
| الكمبري    | المياولينغي | الغوزانجي   | - أحداث جيولوجية: تناقص تدريجي في تكون جبال بيترمان في القارة الاسترالية (550 - 535 مليون سنة مظت). تكون جبال روس في القارة القطبية الجنوبية. نشوء جبال ديلاميرا (حوالي 514-490 مليون سنة مظت) في القارة الأسترالية. انفصلت بعض التضاريس الصغيرة عن غندوانا. كانت مستويات ثاني أكسيد الكربون في الغلاف الجوي تعادل تقريبا 15 ضعف ما هي عليه في وقتنا الحاضر (الهولوسيني) (6,000 جزء لكل مليون مقارنة باليوم 400 جزء لكل مليون). - أحداث حيوية : تنوع كبير في الحياة (تظهر الحفريات بشكل رئيسي ثنائيات التناظر) في الانفجار الكمبري مع زيادة مستويات الأكسجين. تعددت الأحافير؛ وظهور معظم الشعب الحيوان الحديثة (بما في ذلك المفصليات والرخويات والحلقيات وشوكيات الجلد ونصف الحبليات والحبليات). كثرة القدحيات القديمة الإسفنجية التي تبني الشعاب المرجانية؛ ثم تلاشت، حلت محلها الستروماتوليتات، ولكنها سرعان ما وقعت فريسة للثورة النباتية، عندما بدأت بعض الحيوانات في الحفر عبر الحصائر الميكروبية (مما أثر على بعض الحيوانات الأخرى أيضًا). ظهور وانتشار ارتيوبودا (بما في ذلك ثلاثيات الفصوص)، والديدان القضيبية، وعضديات الأرجل اللا مفصليّة، والهيوليثانات، والحيوانات الحزازية، والجرابتوليتات، وشوكيات الجلد الخماسية (مثل البلاستوزوا، والزنابقيات، وشوكيات الجلد الهائمات)، والعديد من الحيوانات الأخرى. هيمنة شعاعيات الأسنان المفترسة والعملاقة، بينا انقرض العديد من حيوانات العصر الإدياكاري. تنوع سريع للقشريات والرخويات. إستمرت بدائيات النوى، والطلائعيات (مثل المنخربات)، والفطريات والطحالب إلى يومنا هذا. ظهور الفقاريات من الحبليات السابقة. بدأت مفصليات الأرجل والنباتات الجنينية في استعمار الأرض. حدثت ثلاثة انقراضات منذ 517 و502 و488 مليون سنة، أدى الأول والأخير منها إلى القضاء على العديد من شعاعيات الأسنان، والمفصليات، والهيوليثيات، وعضديات الأرجل، والرخويات، ومخروطيات الأسنان (الفقاريات عديمة الفك المبكرة). | ≈500.5            |
| الكمبري    | المياولينغي | الدرومي     | - أحداث جيولوجية: تناقص تدريجي في تكون جبال بيترمان في القارة الاسترالية (550 - 535 مليون سنة مظت). تكون جبال روس في القارة القطبية الجنوبية. نشوء جبال ديلاميرا (حوالي 514-490 مليون سنة مظت) في القارة الأسترالية. انفصلت بعض التضاريس الصغيرة عن غندوانا. كانت مستويات ثاني أكسيد الكربون في الغلاف الجوي تعادل تقريبا 15 ضعف ما هي عليه في وقتنا الحاضر (الهولوسيني) (6,000 جزء لكل مليون مقارنة باليوم 400 جزء لكل مليون). - أحداث حيوية : تنوع كبير في الحياة (تظهر الحفريات بشكل رئيسي ثنائيات التناظر) في الانفجار الكمبري مع زيادة مستويات الأكسجين. تعددت الأحافير؛ وظهور معظم الشعب الحيوان الحديثة (بما في ذلك المفصليات والرخويات والحلقيات وشوكيات الجلد ونصف الحبليات والحبليات). كثرة القدحيات القديمة الإسفنجية التي تبني الشعاب المرجانية؛ ثم تلاشت، حلت محلها الستروماتوليتات، ولكنها سرعان ما وقعت فريسة للثورة النباتية، عندما بدأت بعض الحيوانات في الحفر عبر الحصائر الميكروبية (مما أثر على بعض الحيوانات الأخرى أيضًا). ظهور وانتشار ارتيوبودا (بما في ذلك ثلاثيات الفصوص)، والديدان القضيبية، وعضديات الأرجل اللا مفصليّة، والهيوليثانات، والحيوانات الحزازية، والجرابتوليتات، وشوكيات الجلد الخماسية (مثل البلاستوزوا، والزنابقيات، وشوكيات الجلد الهائمات)، والعديد من الحيوانات الأخرى. هيمنة شعاعيات الأسنان المفترسة والعملاقة، بينا انقرض العديد من حيوانات العصر الإدياكاري. تنوع سريع للقشريات والرخويات. إستمرت بدائيات النوى، والطلائعيات (مثل المنخربات)، والفطريات والطحالب إلى يومنا هذا. ظهور الفقاريات من الحبليات السابقة. بدأت مفصليات الأرجل والنباتات الجنينية في استعمار الأرض. حدثت ثلاثة انقراضات منذ 517 و502 و488 مليون سنة، أدى الأول والأخير منها إلى القضاء على العديد من شعاعيات الأسنان، والمفصليات، والهيوليثيات، وعضديات الأرجل، والرخويات، ومخروطيات الأسنان (الفقاريات عديمة الفك المبكرة). | ≈504.5            |
| الكمبري    | المياولينغي | الوليوي     | - أحداث جيولوجية: تناقص تدريجي في تكون جبال بيترمان في القارة الاسترالية (550 - 535 مليون سنة مظت). تكون جبال روس في القارة القطبية الجنوبية. نشوء جبال ديلاميرا (حوالي 514-490 مليون سنة مظت) في القارة الأسترالية. انفصلت بعض التضاريس الصغيرة عن غندوانا. كانت مستويات ثاني أكسيد الكربون في الغلاف الجوي تعادل تقريبا 15 ضعف ما هي عليه في وقتنا الحاضر (الهولوسيني) (6,000 جزء لكل مليون مقارنة باليوم 400 جزء لكل مليون). - أحداث حيوية : تنوع كبير في الحياة (تظهر الحفريات بشكل رئيسي ثنائيات التناظر) في الانفجار الكمبري مع زيادة مستويات الأكسجين. تعددت الأحافير؛ وظهور معظم الشعب الحيوان الحديثة (بما في ذلك المفصليات والرخويات والحلقيات وشوكيات الجلد ونصف الحبليات والحبليات). كثرة القدحيات القديمة الإسفنجية التي تبني الشعاب المرجانية؛ ثم تلاشت، حلت محلها الستروماتوليتات، ولكنها سرعان ما وقعت فريسة للثورة النباتية، عندما بدأت بعض الحيوانات في الحفر عبر الحصائر الميكروبية (مما أثر على بعض الحيوانات الأخرى أيضًا). ظهور وانتشار ارتيوبودا (بما في ذلك ثلاثيات الفصوص)، والديدان القضيبية، وعضديات الأرجل اللا مفصليّة، والهيوليثانات، والحيوانات الحزازية، والجرابتوليتات، وشوكيات الجلد الخماسية (مثل البلاستوزوا، والزنابقيات، وشوكيات الجلد الهائمات)، والعديد من الحيوانات الأخرى. هيمنة شعاعيات الأسنان المفترسة والعملاقة، بينا انقرض العديد من حيوانات العصر الإدياكاري. تنوع سريع للقشريات والرخويات. إستمرت بدائيات النوى، والطلائعيات (مثل المنخربات)، والفطريات والطحالب إلى يومنا هذا. ظهور الفقاريات من الحبليات السابقة. بدأت مفصليات الأرجل والنباتات الجنينية في استعمار الأرض. حدثت ثلاثة انقراضات منذ 517 و502 و488 مليون سنة، أدى الأول والأخير منها إلى القضاء على العديد من شعاعيات الأسنان، والمفصليات، والهيوليثيات، وعضديات الأرجل، والرخويات، ومخروطيات الأسنان (الفقاريات عديمة الفك المبكرة). | ≈506.5            |
| الكمبري    | النسق 2     | المرحلة 4   | - أحداث جيولوجية: تناقص تدريجي في تكون جبال بيترمان في القارة الاسترالية (550 - 535 مليون سنة مظت). تكون جبال روس في القارة القطبية الجنوبية. نشوء جبال ديلاميرا (حوالي 514-490 مليون سنة مظت) في القارة الأسترالية. انفصلت بعض التضاريس الصغيرة عن غندوانا. كانت مستويات ثاني أكسيد الكربون في الغلاف الجوي تعادل تقريبا 15 ضعف ما هي عليه في وقتنا الحاضر (الهولوسيني) (6,000 جزء لكل مليون مقارنة باليوم 400 جزء لكل مليون). - أحداث حيوية : تنوع كبير في الحياة (تظهر الحفريات بشكل رئيسي ثنائيات التناظر) في الانفجار الكمبري مع زيادة مستويات الأكسجين. تعددت الأحافير؛ وظهور معظم الشعب الحيوان الحديثة (بما في ذلك المفصليات والرخويات والحلقيات وشوكيات الجلد ونصف الحبليات والحبليات). كثرة القدحيات القديمة الإسفنجية التي تبني الشعاب المرجانية؛ ثم تلاشت، حلت محلها الستروماتوليتات، ولكنها سرعان ما وقعت فريسة للثورة النباتية، عندما بدأت بعض الحيوانات في الحفر عبر الحصائر الميكروبية (مما أثر على بعض الحيوانات الأخرى أيضًا). ظهور وانتشار ارتيوبودا (بما في ذلك ثلاثيات الفصوص)، والديدان القضيبية، وعضديات الأرجل اللا مفصليّة، والهيوليثانات، والحيوانات الحزازية، والجرابتوليتات، وشوكيات الجلد الخماسية (مثل البلاستوزوا، والزنابقيات، وشوكيات الجلد الهائمات)، والعديد من الحيوانات الأخرى. هيمنة شعاعيات الأسنان المفترسة والعملاقة، بينا انقرض العديد من حيوانات العصر الإدياكاري. تنوع سريع للقشريات والرخويات. إستمرت بدائيات النوى، والطلائعيات (مثل المنخربات)، والفطريات والطحالب إلى يومنا هذا. ظهور الفقاريات من الحبليات السابقة. بدأت مفصليات الأرجل والنباتات الجنينية في استعمار الأرض. حدثت ثلاثة انقراضات منذ 517 و502 و488 مليون سنة، أدى الأول والأخير منها إلى القضاء على العديد من شعاعيات الأسنان، والمفصليات، والهيوليثيات، وعضديات الأرجل، والرخويات، ومخروطيات الأسنان (الفقاريات عديمة الفك المبكرة). | ≈514.5            |
| الكمبري    | النسق 2     | المرحلة 3   | - أحداث جيولوجية: تناقص تدريجي في تكون جبال بيترمان في القارة الاسترالية (550 - 535 مليون سنة مظت). تكون جبال روس في القارة القطبية الجنوبية. نشوء جبال ديلاميرا (حوالي 514-490 مليون سنة مظت) في القارة الأسترالية. انفصلت بعض التضاريس الصغيرة عن غندوانا. كانت مستويات ثاني أكسيد الكربون في الغلاف الجوي تعادل تقريبا 15 ضعف ما هي عليه في وقتنا الحاضر (الهولوسيني) (6,000 جزء لكل مليون مقارنة باليوم 400 جزء لكل مليون). - أحداث حيوية : تنوع كبير في الحياة (تظهر الحفريات بشكل رئيسي ثنائيات التناظر) في الانفجار الكمبري مع زيادة مستويات الأكسجين. تعددت الأحافير؛ وظهور معظم الشعب الحيوان الحديثة (بما في ذلك المفصليات والرخويات والحلقيات وشوكيات الجلد ونصف الحبليات والحبليات). كثرة القدحيات القديمة الإسفنجية التي تبني الشعاب المرجانية؛ ثم تلاشت، حلت محلها الستروماتوليتات، ولكنها سرعان ما وقعت فريسة للثورة النباتية، عندما بدأت بعض الحيوانات في الحفر عبر الحصائر الميكروبية (مما أثر على بعض الحيوانات الأخرى أيضًا). ظهور وانتشار ارتيوبودا (بما في ذلك ثلاثيات الفصوص)، والديدان القضيبية، وعضديات الأرجل اللا مفصليّة، والهيوليثانات، والحيوانات الحزازية، والجرابتوليتات، وشوكيات الجلد الخماسية (مثل البلاستوزوا، والزنابقيات، وشوكيات الجلد الهائمات)، والعديد من الحيوانات الأخرى. هيمنة شعاعيات الأسنان المفترسة والعملاقة، بينا انقرض العديد من حيوانات العصر الإدياكاري. تنوع سريع للقشريات والرخويات. إستمرت بدائيات النوى، والطلائعيات (مثل المنخربات)، والفطريات والطحالب إلى يومنا هذا. ظهور الفقاريات من الحبليات السابقة. بدأت مفصليات الأرجل والنباتات الجنينية في استعمار الأرض. حدثت ثلاثة انقراضات منذ 517 و502 و488 مليون سنة، أدى الأول والأخير منها إلى القضاء على العديد من شعاعيات الأسنان، والمفصليات، والهيوليثيات، وعضديات الأرجل، والرخويات، ومخروطيات الأسنان (الفقاريات عديمة الفك المبكرة). | ≈521              |
| الكمبري    | التيرينيفي  | المرحلة 2   | - أحداث جيولوجية: تناقص تدريجي في تكون جبال بيترمان في القارة الاسترالية (550 - 535 مليون سنة مظت). تكون جبال روس في القارة القطبية الجنوبية. نشوء جبال ديلاميرا (حوالي 514-490 مليون سنة مظت) في القارة الأسترالية. انفصلت بعض التضاريس الصغيرة عن غندوانا. كانت مستويات ثاني أكسيد الكربون في الغلاف الجوي تعادل تقريبا 15 ضعف ما هي عليه في وقتنا الحاضر (الهولوسيني) (6,000 جزء لكل مليون مقارنة باليوم 400 جزء لكل مليون). - أحداث حيوية : تنوع كبير في الحياة (تظهر الحفريات بشكل رئيسي ثنائيات التناظر) في الانفجار الكمبري مع زيادة مستويات الأكسجين. تعددت الأحافير؛ وظهور معظم الشعب الحيوان الحديثة (بما في ذلك المفصليات والرخويات والحلقيات وشوكيات الجلد ونصف الحبليات والحبليات). كثرة القدحيات القديمة الإسفنجية التي تبني الشعاب المرجانية؛ ثم تلاشت، حلت محلها الستروماتوليتات، ولكنها سرعان ما وقعت فريسة للثورة النباتية، عندما بدأت بعض الحيوانات في الحفر عبر الحصائر الميكروبية (مما أثر على بعض الحيوانات الأخرى أيضًا). ظهور وانتشار ارتيوبودا (بما في ذلك ثلاثيات الفصوص)، والديدان القضيبية، وعضديات الأرجل اللا مفصليّة، والهيوليثانات، والحيوانات الحزازية، والجرابتوليتات، وشوكيات الجلد الخماسية (مثل البلاستوزوا، والزنابقيات، وشوكيات الجلد الهائمات)، والعديد من الحيوانات الأخرى. هيمنة شعاعيات الأسنان المفترسة والعملاقة، بينا انقرض العديد من حيوانات العصر الإدياكاري. تنوع سريع للقشريات والرخويات. إستمرت بدائيات النوى، والطلائعيات (مثل المنخربات)، والفطريات والطحالب إلى يومنا هذا. ظهور الفقاريات من الحبليات السابقة. بدأت مفصليات الأرجل والنباتات الجنينية في استعمار الأرض. حدثت ثلاثة انقراضات منذ 517 و502 و488 مليون سنة، أدى الأول والأخير منها إلى القضاء على العديد من شعاعيات الأسنان، والمفصليات، والهيوليثيات، وعضديات الأرجل، والرخويات، ومخروطيات الأسنان (الفقاريات عديمة الفك المبكرة). | ≈529              |
| الكمبري    | التيرينيفي  | الفورتوني   | - أحداث جيولوجية: تناقص تدريجي في تكون جبال بيترمان في القارة الاسترالية (550 - 535 مليون سنة مظت). تكون جبال روس في القارة القطبية الجنوبية. نشوء جبال ديلاميرا (حوالي 514-490 مليون سنة مظت) في القارة الأسترالية. انفصلت بعض التضاريس الصغيرة عن غندوانا. كانت مستويات ثاني أكسيد الكربون في الغلاف الجوي تعادل تقريبا 15 ضعف ما هي عليه في وقتنا الحاضر (الهولوسيني) (6,000 جزء لكل مليون مقارنة باليوم 400 جزء لكل مليون). - أحداث حيوية : تنوع كبير في الحياة (تظهر الحفريات بشكل رئيسي ثنائيات التناظر) في الانفجار الكمبري مع زيادة مستويات الأكسجين. تعددت الأحافير؛ وظهور معظم الشعب الحيوان الحديثة (بما في ذلك المفصليات والرخويات والحلقيات وشوكيات الجلد ونصف الحبليات والحبليات). كثرة القدحيات القديمة الإسفنجية التي تبني الشعاب المرجانية؛ ثم تلاشت، حلت محلها الستروماتوليتات، ولكنها سرعان ما وقعت فريسة للثورة النباتية، عندما بدأت بعض الحيوانات في الحفر عبر الحصائر الميكروبية (مما أثر على بعض الحيوانات الأخرى أيضًا). ظهور وانتشار ارتيوبودا (بما في ذلك ثلاثيات الفصوص)، والديدان القضيبية، وعضديات الأرجل اللا مفصليّة، والهيوليثانات، والحيوانات الحزازية، والجرابتوليتات، وشوكيات الجلد الخماسية (مثل البلاستوزوا، والزنابقيات، وشوكيات الجلد الهائمات)، والعديد من الحيوانات الأخرى. هيمنة شعاعيات الأسنان المفترسة والعملاقة، بينا انقرض العديد من حيوانات العصر الإدياكاري. تنوع سريع للقشريات والرخويات. إستمرت بدائيات النوى، والطلائعيات (مثل المنخربات)، والفطريات والطحالب إلى يومنا هذا. ظهور الفقاريات من الحبليات السابقة. بدأت مفصليات الأرجل والنباتات الجنينية في استعمار الأرض. حدثت ثلاثة انقراضات منذ 517 و502 و488 مليون سنة، أدى الأول والأخير منها إلى القضاء على العديد من شعاعيات الأسنان، والمفصليات، والهيوليثيات، وعضديات الأرجل، والرخويات، ومخروطيات الأسنان (الفقاريات عديمة الفك المبكرة). | 538.8 ± 0.6       |
| الإدياكاري | أقدم        | أقدم        | أقدم | أقدم              |

تم تقسيم المياولينغي بواسطة اللجنة الدولية للطبقات لثلاث مراحل (من الأدنى للأعلي):
- الوليوي : ≈ 506.5 إلى≈ 504.5 مليون سنة مضت، لمدة 2 مليون سنة تقريبا[5][6]
- الدرومي : ≈ 504.5 إلى≈ 500.5 مليون سنة مضت، لمدة 4 مليون سنة تقريبا[5][6]
- الغوزانجي : ≈ 500.5 إلى≈ 497 مليون سنة مضت، لمدة 3.5 مليون سنة تقريبا[5][6]